# 지미 호파

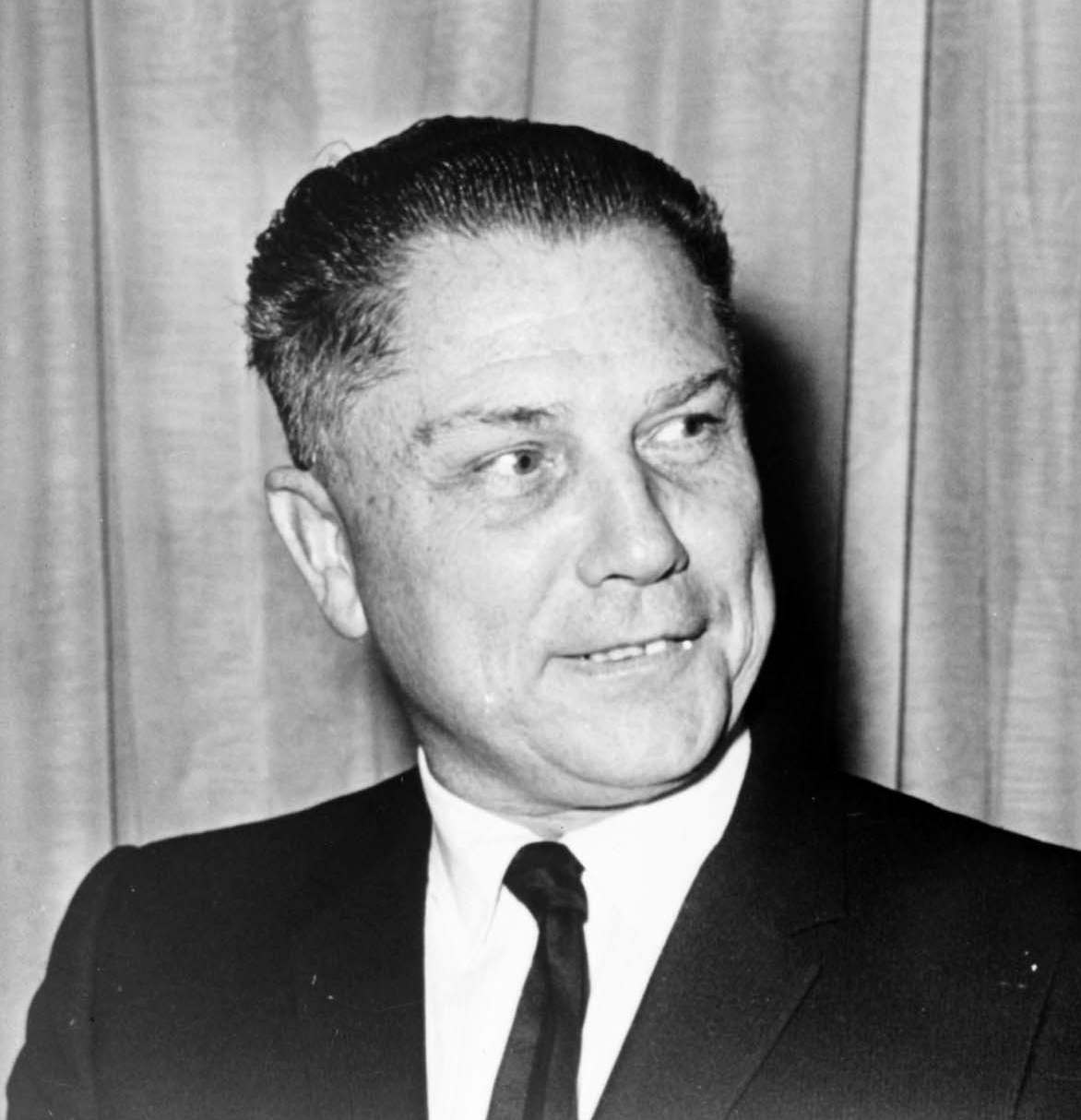
지미 호파

제임스 리들 "지미" 호파(James Riddle "Jimmy" Hoffa, 1913년 2월 14일 ~ 1975년 7월 30일 실종, 1982년 7월 30일 사망 선언)는 미국의 노동 운동가이며, 1957년부터 1971년까지 미국의 화물 운송 노동조합인 IBT의 위원장을 지내며 막강한 권력을 휘둘렀다.

## 생애
1913년 2월 14일 인디애나주의 브라질에서 펜실베이니아 더치 가정에서 태어났으며, 청년 시절부터 노동 운동가로 활동하며 20대 중반에 IBT의 주요 인사가 되었다. 이후 1952년부터 IBT 부위원장을 지냈으며, 1957년부터 1971년까지 위원장으로 활동하였다. 1964년 조합원들의 임금을 보장하는 전국화물기본협정을 성사시켰으며, 재임 기간 중 조합원 수가 230만명을 돌파하는 등 조합의 성장과 발전에 크게 기여하였다.
하지만 IBT 가입 초기부터 각종 조직범죄에 연루되었으며, 1964년 IBT의 연기금을 불법적으로 사용했다는 혐의를 받아 사기죄로 유죄 판결을 받아 징역 5년형이 선고되었다. 그 뒤 대배심원을 매수하기 위해 뇌물을 제공했다는 혐의가 추가로 인정되어 징역 8년형이 더해져 총 13년의 징역형이 확정되었으며, 호파는 3년여간 항소했으나 받아들여지지 않아 1967년부터 펜실베이니아주의 루이스버그 연방 교도소에 수감되었다.
이후 1971년 당시 미국의 대통령인 리처드 닉슨과 협상을 벌여 IBT 위원장에서 사임한다는 조건으로 사면되었으며, 1980년까지 노동조합 관련 활동이 금지되었으나 호파는 IBT의 지도부로 복귀하기 위한 작업을 벌였다.
그러던 도중 1975년 7월 30일에 디트로이트에서 실종되었으며, 1982년 7월 30일에 법원의 판결로 실종선고 판정을 받았다. 그 뒤 2006년과 2013년 호파의 시체를 찾기 위한 수색 작업이 재개되었으나, 시신은 발견되지 않았다. 호파의 실종에는 마피아 연루설 등 수많은 설이 있으나, 아직까지도 전모가 밝혀지지 않은 채 수수께끼로 남아있다.